# Beauregard-Baret
Beauregard-Baret ist eine südfranzösische Gemeinde im Département Drôme in der Region Auvergne-Rhône-Alpes.

## Geografie
Beauregard-Baret liegt zehn Kilometer südöstlich von Bourg-de-Péage und ca. 30 Kilometer östlich von Valence (Angaben in Luftlinie). Das 23,44 km² große Gemeindegebiet umfasst einen Teil des Tals der Isère und liegt am Fuße des Vercors-Gebirges.

## Bevölkerung
Beauregard-Baret gehört mit 902 Einwohnern (Stand 1. Januar 2022) zu den mittelgroßen Gemeinden im Département Drôme. 1962 hatte die Gemeinde noch 441 Einwohner, danach sank die Bevölkerungszahl bis auf 321 im Jahre 1975. Grund dafür war die relativ starke Abwanderungsquote. Seitdem wuchs die Einwohnerzahl stark an, in den letzten 30 Jahren hat sie sich beinahe verdoppelt. Dies dank Zuwanderung und einer positiven Geburtenziffer.
| Jahr                       | 1962 | 1968 | 1975 | 1982 | 1990 | 1999 | 2007 | 2016 |
| Einwohner                  | 441  | 364  | 321  | 429  | 504  | 543  | 745  | 831  |
| Quellen: Cassini und INSEE |      |      |      |      |      |      |      |      |

## Sonstiges
Der Westschweizer Lyriker Philippe Jaccottet nutzte Beauregard-Baret als Inspiration für seinen Text Beauregard (1981).